# 2014년 동계 올림픽 네팔 선수단
네팔은 2014년 2월 7일에서 23일까지 열린 제22회 동계 올림픽에 선수단을 파견했다. 참가 선수는 이전 두 대회와 마찬가지로 다치히리 셰르파 단 한 명 뿐이었다. 선수단에는 임원 일곱 명과 코치 한 명도 포함되었다. 15km 클래식에 참가한 세르파는 이 대회가 동계 올림픽 마지막 참가였다.

## 참가 선수
| 종목              | 남자 | 여자 | 합계 |
| 크로스컨트리 스키 | 1    | 0    | 1    |

## 크로스컨트리 스키
2014년 1월 20일에 발표된 최종 쿼터 배분에 따라 네팔은 한 선수만 참가할 수밖에 없었다. 세르파가 남자 15km 한 종목에만 참가해 완주 선수 87명 중 86위를 했다.
| 선수            | 세부 종목        | 결승    | 결승     | 결승 |
| 선수            | 세부 종목        | 시간    | 차이     | 순위 |
| 다치히리 셰르파 | 남자 15km 클래식 | 55:39.3 | +17:09.6 | 86   |